# Section d'Or
La Section d'Or nota anche come Groupe de Puteaux o Gruppo di Puteaux, fu un'associazione di pittori e critici d'arte associati ad un ramo del cubismo noto come orfismo (un termine coniato dal poeta francese Guillaume Apollinaire). Con sede nel sobborgo parigino di Puteaux, fu attiva dal 1912 a circa il 1914, arrivando alla ribalta sulla scia della loro partecipazione al controverso Salon des Indépendants nella primavera del 1911.

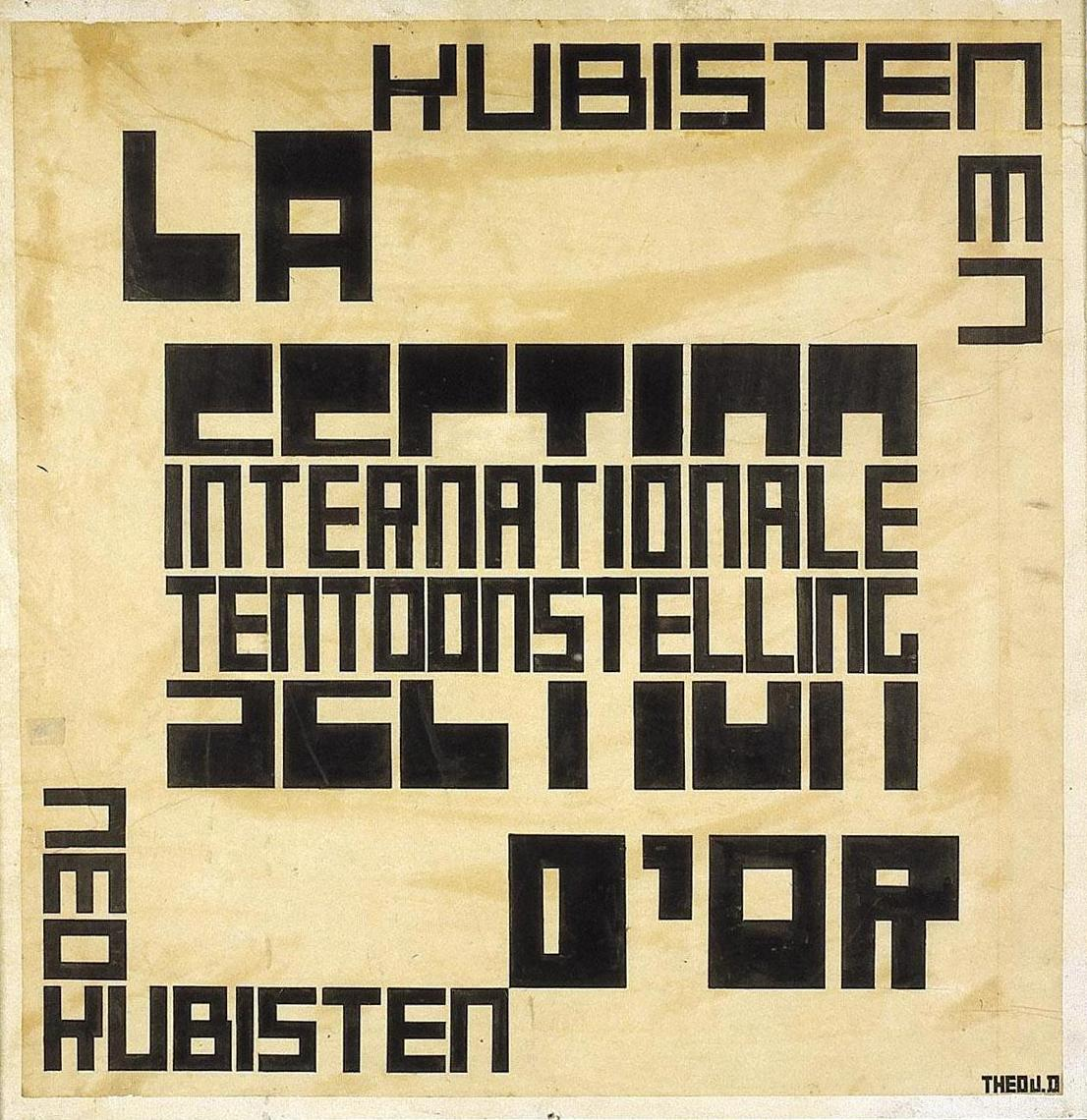
Theo van Doesburg. Disegno-locandina per una mostra de 'La Section d'Or'. c 1920. Inchiostro su carta. 65 × 62,5 cm. Instituut Collectie Nederland

## Storia
Il nome del gruppo venne suggerito da Jacques Villon, dopo aver letto una traduzione del 1910 del Trattato della Pittura di Leonardo da Vinci realizzata da Joséphin Péladan. Péladan attribuiva un grande significato mistico alla sezione aurea (in lingua francese Section d'Or) e ad altre simili configurazioni geometriche. Per Villon, questo simboleggiava la sua fede nell'ordine e nel significato delle proporzioni matematiche, perché rifletteva i modelli e le relazioni presenti in natura.
Il Gruppo adottò questo nome per distinguersi dalla definizione più ristretta del cubismo sviluppata in precedenza da Pablo Picasso e Georges Braque nel quartiere di Montmartre a Parigi.
Il carattere intellettuale dei loro lavori sedusse, nel 1912, l'ortodosso Juan Gris. Egli fu senza dubbio per questi «cubisteurs», con Metzinger e Apollinaire, un agente d'informazioni prezioso sulle pratiche dei Montmartriani. In seguito al rifiuto di un'opera di Marcel Duchamp, Nu descendant un escalier, al Salon de printemps, e spinti dallo scandalo provocato dall'esposizione dei pittori futuristi presso Bernheim Jeune  nel febbraio del 1912, decidono di creare un primo salone occupando il vasto spazio della galleria La Boétie nell'ottobre del 1912 per rivelare le nuove direttive del movimento, esposizione accompagnata dalla pubblicazione del trattato Du Cubisme di Metzinger e Gleizes.. Oltre i fondatori, l'esposizione riunì Alexander Archipenko, André Lhote, Roger de la Fresnaye, Louis Marcoussis, Francis Picabia e Félix Tobeen. Robert Delaunay, preoccupato di evitare le etichette, non espose nessuna opera. Pur risentendo dell'influenza di Montmartre, le opere presentate si distinguevano per i colori, il dinamismo e la simultaneità all'origine della quale si trova Sonia Delaunay che la svilupperà con Robert Delaunay in pittura, moda e arti decorative. In seguito a questa esposizione, Apollinaire segnala « l'écartèlement » (squartamento) del cubismo e la nascita del l'orfismo. Poco tempo dopo, i riferimenti al Rinascimento ed il rifiuto di appartenere ad un gruppo provocano la dipartita di Léger, Delaunay e Duchamp.
L'inizio della prima guerra mondiale nel 1914, in gran parte concluse le attività del gruppo, che non era mai stato molto più di una libera associazione.

## Membri importanti
- Guillaume Apollinaire -  (1880–1918), francese
- Robert Delaunay - (1885–1941), francese
- Marcel Duchamp  - (1887–1968), francese
- Raymond Duchamp-Villon - (1876–1918), francese
- Henri le Fauconnier -  (1881–1946), francese
- Roger de la Fresnaye - (1885–1925),  francese
- Albert Gleizes  - (1881–1953), francese
- František Kupka  - (1871–1957), ceco
- Fernand Léger - (1881–1955), francese
- André Lhote - (1885–1962), francese
- Louis Marcoussis - (1878–1941), polacco
- Jean Metzinger -  (1883–1956), francese
- Francis Picabia - (1879–1953), franco/spagnolo
- Maurice Princet - (1875–1973), francese
- Georges Ribemont-Dessaignes -  (1884–1974), francese
- Jeanne Rij-Rousseau - (1870–1956), francese
- Fèlix Tobeen - (1880-1938), francese
- Henry Valensi - (1883–1960), francese
- Jacques Villon - (1875–1963), francese
- Jean Hippolyte Marchand - (1883-1940), francese